# 1900 год в авиации
Список событий в авиации в 1900 году.

## События
- Луи Блерио разрабатывает проект орнитоптера Блерио I.[1]
- В Германии граф Ф. фон Цеппелин совершает первый пробный полет на дирижабле собственной конструкции во Фридрихсхафене близ Боденского озера.

## Персоны

### Родились
- 8 января — Агальцов, Филипп Александрович, маршал авиации, заместитель Главкома ВВС, Герой Советского Союза.
- 23 марта — Юрий Добкевич (лит. Jurgis Dobkevičius), литовский авиаконструктор, инженер, военный лётчик.
- 29 июня — Антуан де Сент-Экзюпери, французский писатель, поэт и профессиональный лётчик.
- 11 сентября — Лавочкин, Семён Алексеевич, советский авиационный конструктор. Член-корреспондент Академии наук СССР, генерал-майор инженерно-авиационной службы, четырежды лауреат Сталинской премии, дважды Герой Социалистического Труда (1943, 1956).
- 19 ноября — Новиков, Александр Александрович, советский военачальник, Главный маршал авиации (21 февраля 1944). Дважды Герой Советского Союза (1945, 1945).